# Hassan El Raddad
Hassan El Raddad (Damietta, 2 gennaio 1984) è un attore egiziano, famoso per il film commedia Ashan Kharjee del 2016.

## Filmografia

### Cinema
- Girls (2007)
- Ehky ya Scheherazade (2009)
- Kaf Alqamar (2011)
- El-Anesah Mami (2012)
- Theory of My Unt (2013)
- Gawazah Miri (2014)
- Zanqat Sittat (2015)
- Ashan Kharjee (2016)
- Uqdat el-Khawagah (2018)
- Azmi & Ashjan (2018)

### Televisione
- El-Gamaah (film TV, 2010)
- El Daly (3 episodi; 2007, 2008, 2011)
- Nona El Mazouna (2011)
- Itiham (2014)
- School of Love aka Madraset Al Hob (2016)
- Wakkelna Walla (2017)